# Sociais-Democratas (Dinamarca)
O Sociais-Democratas (em dinamarquês: Socialdemokratiet; literalmente: 'Social-democracia') é um partido político majoritariamente social-democrata de centro-esquerda da Dinamarca. É membro do Partido Socialista Europeu.
Fundado por Louis Pio em 1871, o partido ingressou pela primeira vez no Parlamento da Dinamarca (Folketing) nas eleições legislativas de 1884. No início do século XX, tornou-se o partido com a maior representação no Folketing, uma distinção que manteve por 77 anos. Formou um governo pela primeira vez depois das eleições legislativas de 1924 sob Thorvald Stauning, o primeiro-ministro dinamarquês com mais tempo de atuação do século XX. Durante o governo de Stauning, que durou até as eleições legislativas de 1926, os partidários sociais-democratas exerceram uma profunda influência sobre sociedade dinamarquesa, lançando as bases para o Estado de bem-estar da Dinamarca. De 2002 a 2016, o partido usou o nome Socialdemokraterne em alguns contextos. Era membro da Internacional Operária e Socialista de 1923 a 1940. Também foi membro da Internacional Socialista até 2017, mas retirou-se para aderir à Aliança Progressista.
O partido foi o principal parceiro de coligação no governo das eleições gerais de 2011 até as eleições gerais de 2015, com a então líder do partido Helle Thorning Schmidt como primeira-ministra. Depois de perder nas eleições de 2015, Thorning-Schmidt foi sucedida como líder do partido em 28 de junho de 2015 pela ex-vice-líder Mette Frederiksen, que guinou o partido mais à esquerda em questões econômicas, criticando os efeitos negativos da globalização, enquanto passou a defender a restrição imigratória para a entrada de imigrantes e refugiados no país; tais posições fazem o partido também ser descrito como "conservador de esquerda". Frederiksen liderou o partido em suas vitórias nas eleições legislativas de 2019 e 2022, formando um governo minoritário de partido único de 2019 a 2022 e um governo majoritário de grande coligação com a centro-direita do Partido Liberal da Dinamarca e os centristas do Moderados desde 2022.
Sua ala de estudantes é o Fórum Frit – Estudantes Sociais-Democratas da Dinamarca (Frit Forum – socialdemokratiske studerende) e sua ala de membros jovens é a Juventude Social-Democrata da Dinamarca (Danmarks Socialdemokratiske Ungdom).

## Resultados eleitorais

### Eleições legislativas
| Folketing       |           |      |      |          |      |         |                                 |
| Data            | Votos     | %    | +/-  | Assentos | +/–  | Posição | Resultado                       |
| 1884            | 7.000     | 4,9  | novo | 2 / 102  | novo | 2.º     | Oposição                        |
| 1887            | 8.000     | 3,5  | 1,4  | 1 / 102  | 1    | 3.º     | Oposição                        |
| 1890            | 17.000    | 7,3  | 3,8  | 3 / 102  | 2    | 3.º     | Oposição                        |
| 1892            | 20.000    | 8,9  | 1,6  | 2 / 102  | 1    | 4.º     | Oposição                        |
| 1895            | 24.510    | 11,3 | 2,4  | 8 / 114  | 6    | 4.º     | Oposição                        |
| 1898            | 31.870    | 14,2 | 2,9  | 12 / 114 | 4    | 4.º     | Oposição                        |
| 1901            | 38.398    | 17,8 | 3,6  | 14 / 114 | 2    | 3.º     | Oposição                        |
| 1903            | 48.117    | 21,0 | 3,2  | 16 / 114 | 2    | 3.º     | Oposição                        |
| 1906            | 76.612    | 25,4 | 4,4  | 24 / 114 | 8    | 2.º     | Oposição                        |
| 1909            | 93.079    | 29,0 | 3,6  | 24 / 114 | 0    | 1.º     | Suporte externo                 |
| 1910            | 98.718    | 28,3 | 0,7  | 24 / 114 | 0    | 2.º     | Oposição                        |
| 1913            | 107.365   | 29,6 | 1,3  | 32 / 114 | 8    | 1.º     | Suporte externo                 |
| 1915            | 1.134     | 8,8  | 20,8 | 32 / 114 | 0    | 3.º     | Suporte externo                 |
| 1918            | 262.796   | 28,7 | 19,9 | 39 / 140 | 7    | 2.º     | Suporte externo                 |
| 1920 (abril)    | 300.345   | 29,2 | 0,5  | 42 / 140 | 3    | 2.º     | Governo provisório              |
| 1920 (julho)    | 285.166   | 29,8 | 0,6  | 42 / 140 | 0    | 2.º     | Oposição                        |
| 1920 (setembro) | 389.653   | 32,2 | 2,4  | 48 / 149 | 6    | 2.º     | Oposição                        |
| 1924            | 469.949   | 36,6 | 4,4  | 55 / 149 | 7    | 1.º     | Governo minoritário             |
| 1926            | 497.106   | 37,2 | 6,0  | 53 / 149 | 2    | 1.º     | Oposição                        |
| 1929            | 593.191   | 41,8 | 4,6  | 61 / 149 | 8    | 1.º     | Governo de coalizão             |
| 1932            | 660.839   | 42.7 | 0,9  | 62 / 149 | 1    | 1.º     | Governo de coalizão             |
| 1935            | 759.102   | 46,4 | 3,7  | 68 / 149 | 6    | 1.º     | Governo de coalizão             |
| 1939            | 729.619   | 42,9 | 3,5  | 64 / 149 | 4    | 1.º     | Governo de coalizão             |
| 1943            | 894.632   | 44,5 | 1,6  | 66 / 149 | 2    | 1.º     | Governo de coalizão             |
| 1945            | 671.755   | 32,8 | 11,7 | 48 / 149 | 18   | 1.º     | Oposição                        |
| 1947            | 836.231   | 41,2 | 8,4  | 57 / 150 | 9    | 1.º     | Governo minoritário             |
| 1950            | 813.224   | 39,6 | 1,6  | 59 / 151 | 2    | 1.º     | Oposição                        |
| 1953 (abril)    | 836.507   | 40,4 | 0,8  | 61 / 151 | 2    | 1.º     | Oposição                        |
| 1953 (setembro) | 894.913   | 41,3 | 0,9  | 74 / 179 | 13   | 1.º     | Governo minoritário             |
| 1957            | 910.170   | 39,4 | 1,9  | 70 / 179 | 4    | 1.º     | Governo minoritário             |
| 1960            | 1.023.794 | 42,1 | 2,7  | 76 / 179 | 6    | 1.º     | Governo de coalizão             |
| 1964            | 1.103.667 | 41,9 | 0,2  | 76 / 179 | 0    | 1.º     | Governo minoritário             |
| 1966            | 1.068.911 | 38,2 | 3,7  | 69 / 179 | 7    | 1.º     | Governo minoritário             |
| 1968            | 974.833   | 34,2 | 4,0  | 62 / 179 | 7    | 1.º     | Oposição                        |
| 1971            | 1.074.777 | 37,3 | 3,1  | 70 / 179 | 8    | 1.º     | Governo minoritário             |
| 1973            | 783.145   | 25,6 | 11,4 | 46 / 179 | 24   | 1.º     | Oposição                        |
| 1975            | 913.155   | 29,9 | 4,0  | 53 / 179 | 7    | 1.º     | Governo minoritário             |
| 1977            | 1.150.355 | 37,0 | 7,1  | 65 / 179 | 12   | 1.º     | Governo minoritário (1977–1978) |
| 1977            | 1.150.355 | 37,0 | 7,1  | 65 / 179 | 12   | 1.º     | Governo de coalizão (1978–1979) |
| 1979            | 1,213,456 | 38,3 | 1,3  | 68 / 179 | 3    | 1.º     | Governo minoritário             |
| 1981            | 1.026.726 | 32,9 | 5,4  | 59 / 179 | 9    | 1.º     | Governo minoritário (1981–1982) |
| 1981            | 1.026.726 | 32,9 | 5,4  | 59 / 179 | 9    | 1.º     | Oposição (1982–1984)            |
| 1984            | 1.062.561 | 31,6 | 1,3  | 56 / 179 | 3    | 1.º     | Oposição                        |
| 1987            | 985.906   | 29,3 | 2,3  | 54 / 179 | 2    | 1.º     | Oposição                        |
| 1988            | 992.682   | 29,8 | 0,5  | 55 / 179 | 1    | 1.º     | Oposição                        |
| 1990            | 1.221.121 | 37,4 | 7,6  | 69 / 179 | 14   | 1.º     | Oposição (1990–1993)            |
| 1990            | 1.221.121 | 37,4 | 7,6  | 69 / 179 | 14   | 1.º     | Governo de coalizão (1993–1994) |
| 1994            | 1.150.048 | 34,6 | 2.8  | 62 / 179 | 7    | 1.º     | Governo de coalizão             |
| 1998            | 1.223.620 | 35,9 | 1,3  | 63 / 179 | 1    | 1.º     | Governo de coalizão             |
| 2001            | 1.003.023 | 29,1 | 6.8  | 52 / 179 | 11   | 2.º     | Oposição                        |
| 2005            | 867.350   | 25,8 | 3,3  | 47 / 179 | 5    | 2.º     | Oposição                        |
| 2007            | 881.037   | 25,5 | 0,3  | 45 / 179 | 2    | 2.º     | Oposição                        |
| 2011            | 879.615   | 24,8 | 0,7  | 44 / 179 | 1    | 2.º     | Governo de coalizão             |
| 2015            | 925.288   | 26,3 | 1,5  | 47 / 179 | 3    | 1.º     | Oposição                        |
| 2019            | 915.363   | 25,9 | 0,4  | 48 / 179 | 1    | 1.º     | Governo minoritário             |
| 2022            | 971.995   | 27,5 | 1,6  | 50 / 179 | 2    | 1.º     | Governo de coalizão             |

### Eleições europeias
| Parlamento Europeu |                      |         |            |          |      |                                                         |
| Data               | Líder da lista       | Votos   | %          | Assentos | +/–  | Grupo parlamentar                                       |
| 1979               | Kjeld Olesen         | 382,487 | 21,92 (#1) | 3 / 16   | novo | Grupo do Partido Socialista Europeu (SOC)               |
| 1984               | Eva Gredal           | 387.098 | 19,45 (#3) | 3 / 16   | 0    | Grupo do Partido Socialista Europeu (SOC)               |
| 1989               | Kirsten Jensen       | 417.076 | 23,31 (#1) | 4 / 16   | 1    | Grupo do Partido Socialista Europeu (SOC)               |
| 1994               | Kirsten Jensen       | 329,202 | 15.83 (#3) | 3 / 16   | 1    | Grupo do Partido Socialista Europeu (PES)               |
| 1999               | Torben Lund          | 324.256 | 16,46 (#2) | 3 / 16   | 0    | Grupo do Partido Socialista Europeu (PES)               |
| 2004               | Poul Nyrup Rasmussen | 618.412 | 32,65 (#1) | 5 / 14   | 2    | Grupo do Partido Socialista Europeu (PES)               |
| 2009               | Dan Jørgensen        | 503.982 | 21,49 (#1) | 4 / 13   | 1    | Aliança Progressista dos Socialistas e Democratas (S&D) |
| 2014               | Jeppe Kofod          | 435.245 | 19,12 (#2) | 3 / 13   | 1    | Aliança Progressista dos Socialistas e Democratas (S&D) |
| 2019               | Jeppe Kofod          | 592.645 | 21,48 (#2) | 3 / 14   | 0    | Aliança Progressista dos Socialistas e Democratas (S&D) |
| 2024               | Christel Schaldemose | 381.125 | 15,57 (#2) | 3 / 14   | 0    | Aliança Progressista dos Socialistas e Democratas (S&D) |